# Manoharachariomyces lignicola
Manoharachariomyces lignicola är en svampart som beskrevs av N.K. Rao, D.K. Agarwal & Kunwar 2005. Manoharachariomyces lignicola ingår i släktet Manoharachariomyces, divisionen sporsäcksvampar och riket svampar.   Inga underarter finns listade i Catalogue of Life.